# 幸子の寝室
幸子の寝室（さちこのしんしつ）は、フジテレビ製作のバラエティ番組『めちゃ²イケてるッ!』で放送されているコーナーのひとつ。

## 概要
「SMAP中居くんと日本一周 ○○の旅」の一つ、「日本一周景気回復の旅」（2009年4月11日放送）内に登場し好評だった子豚の幸子が主役。幸子の元を様々なタレントが矢部浩之と共に訪れ、悩みをぶつける。ただし実際に悩みを聞くのは幸子のアテレコをする岡村隆史である。『徹子の部屋』のパロディ。

## ゲスト
ゲストは「幸子ファンクラブ会員」となっており、1から順に会員番号が振られている。
| 会員 番号 | 放送日         | ゲスト                                        | 内容 | オチの言葉                        |
| --------- | -------------- | --------------------------------------------- | --- | --------------------------------- |
| 1         | 2009年 8月22日 | 上戸彩                                        | 久々に行うライブについて相談。 「何をすれば良いか？」と聞くと、「岡村さんを呼んでくればいい」と回答。 | ゆすられると出ちゃうのよね〜      |
| 2         | 2009年 8月22日 | MEGUMI                                        | 産休後の仕事の方向性について相談。 幸子は当時ストリップで復帰したばかりだった小向美奈子を引き合いに出す。 | やっぱ2本撮りはしんどいわ～       |
| 3         | 8月29日        | 浜田ブリトニー                                | ダイエットについて相談。幸子曰く「苦手なタイプ」。 | ゲストは慎重に選んでよね〜        |
| 4         | 8月29日        | 加護亜依                                      | 今後の芸能活動について相談。 脇にいる岡村が画面に登場。これまでの加護のスキャンダルにショックを受けていたこと、実は加護が好きだったことを告白。 | ギリギリで自分を止めました 隆史   |
| 5         | 10月24日       | ベッキー                                      | 歌手活動に関して相談。「心こめて」を歌うも、「病んでるの?」と突っ込まれる。 途中からベッキーと岡村の結婚観の話になり、一緒に食事をすることになるが、親友である上戸彩も呼んでくるよう催促される。 | フィーリングって大事よね～        |
| 6         | 10月24日       | 松村未央                                      | タレントではなく同局のアナウンサー（社員）であることから、幸子から苦言を呈される。 「野球関係の仕事がしたい」と幸子に相談するが、先輩（いずれも当時）の長野翼（現夫の内川聖一との交際が報道されていた）や宮瀬茉祐子（亀井義行とのスキャンダルが報道されていた）を引き合いに出され、「どうせ坂本と結婚する」と皮肉られる。                                                             |                                   |
| 7         | 11月28日       | 地上デジタル放送推進大使 （関東広域圏キー局） | 他局のアナウンサーが紹介された為、知っているのか中村が尋ねたところ、島津はすぐに回答、上宮は「スパモニの…」と担当番組を上げ、一番知名度が低いと思われる森本も「チャンネルザッピングで（担当番組に）当たる」という知っていた。 | 地デジよりイボジが心配なの        |
| 8         | 11月28日       | 道重さゆみ                                    | 自分が一番かわいいと言い張る等の態度に幸子はキレ、「つんく♂呼んでこい」などと激怒。 そこで美人の基準を聞くと、「1番が自分で長澤まさみが2番」と言った為、幸子が「長澤まさみの方が上だと思うが」と突っ込むと、「物珍しいですね」と発言。 矢部も「道重さんの方が物珍しいわ」と呆れ果てた。 「ガッキーはどうか?」と幸子が尋ねると、「9番目ぐらい」と発言、幸子は「1番じゃ!!」と絶叫した。 | このコじゃなくてガッキー呼んで    |
| 9         | 12月19日       | マツコ・デラックス                            | 新しい恋人をつくるにはどうすればいいか相談。めちゃイケスタッフの中嶋P、AD東中川、カガリDを狙う。 | こんなスタッフでがんばってます    |
| 10        | 2010年 1月9日  | 倖田來未                                      | 幸子との初対面の後、「めちゃイケに嫌われてるかと思っていた」と告白。 応援ゲストとして「テキトーハニー」を歌う黒沢かずこ（森三中）と共演。自分も「キューティーハニー」を歌うことになる。 | 来年のお正月も待ってるわ〜        |
| 11        | 2010年 1月9日  | 小林幸子                                      | 第60回NHK紅白歌合戦の衣装について相談。 |                                   |
| 12        | 1月23日        | 杉山愛                                        | テニスを引退した後に、新たに愛を注ぎ込むものについて相談。幸子はずばり「恋愛」と回答。 杉山に対して「結婚するには家事ができなきゃダメ」と尊大な物言いでアドバイスし、林檎の皮むきを抜き打ちでやらせてみる。 結果的には案外と上手くいき、綺麗に切られた林檎を幸子が貪ることになった。                                                                                                  |                                   |
| 13        | 2月13日        | 小森純                                        | 彼氏が欲しく、運命的な出会いをしたいと相談するが、「彼氏が欲しいんですけどとか、ファミレスとか笑笑でやってくんね？」と吐き捨てられる。小森からお土産にたい焼きを貰い、貪り食った。浜田ブリトニー同様「苦手なタイプ」と言われる。 | 今でも心の中で信じてるけどね 隆史 |
| 14        | 4月17日        | 上野樹里・玉木宏                              | 『のだめカンタービレ 最終楽章 後編』について相談。なぜか番組スタッフがピアノを弾く。 |                                   |
| 15        | 5月1日         | 叶姉妹                                        | 恭子が美香のことを呼んでも無視されることを相談（理由は無理難題を押し付けられるのが嫌だから）。 | 美香さんの気持ちがわかります 隆史 |